# 貝萊內什·奧爾吉拉
貝萊內什·奧爾吉拉（Belaynesh Oljira，1990年6月26日—）是一名衣索比亞田徑運動員，主攻長跑項目。她曾獲得世界田徑錦標賽女子10,000公尺季軍。

## 賽事記錄
| 年            | 賽事           | 舉辦城市           | 名次          | 項目               | 記錄          |
| 代表 衣索比亞 | 代表 衣索比亞  | 代表 衣索比亞      | 代表 衣索比亞 | 代表 衣索比亞      | 代表 衣索比亞 |
| ------------- | -------------- | ------------------ | ------------- | ------------------ | ------------- |
| 2011          | 世界越野錦標賽 | 西班牙蓬塔翁布里亞 | 第10名        | 成年女子組 (8公里) | 25:40         |
| 2012          | 非洲越野錦標賽 | 南非開普敦         | 第5名         | 成年女子組 (8公里) | 27:12         |
| 2012          | 奧林匹克運動會 | 英國倫敦           | 第5名         | 10,000公尺         | 30:45.56      |
| 2013          | 世界越野錦標賽 | 波蘭比得哥什       | 季軍          | 成年女子組 (8公里) | 24:33         |
| 2013          | 世界錦標賽     | 俄羅斯莫斯科       | 季軍          | 10,000公尺         | 30:46.98      |
| 2014          | 非洲錦標賽     | 摩洛哥馬拉喀什     | 季軍          | 10,000公尺         | 32:49.39      |
| 2015          | 世界越野錦標賽 | 中國貴陽           | 第9名         | 成年女子組 (8公里) | 26:29         |
| 2015          | 世界錦標賽     | 中國北京           | 第9名         | 10,000公尺         | 31:53.01      |

## 個人紀錄
室外
- 3000公尺 - 8:38.55 (，2016年5月20日)
- 2英里 - 9:23.32 (尤金，2014年5月31日)
- 5000公尺 - 14:58.16 (聖但尼，2010年7月16日)
- 10,000公尺 - 30:26.70 (尤金，2012年6月1日)
- 10公里 - 31:07 (馬賽，2010年5月1日)
- 15公里 - 47:49 (新德里，2011年11月27日)
- 20公里 - 1:04:01 (新德里，2011年11月27日)
- 半程馬拉松 - 1:07:27 (新德里，2011年11月27日)
- 馬拉松 - 2:25:01 (杜拜，2013年1月25日)

## 外部連結
- 貝萊內什·奧爾吉拉在的頁面